# Barbershop 2
Ne doit pas être confondu avec Barbershop.
Série
Barberhop
(2002) Barbershop: The Next Cut
(2016)
Pour plus de détails, voir Fiche technique et Distribution.
Barbershop 2 ou Chez le barbier 2 : De retour en affaires au Québec (Barbershop 2: Back in Business) est un film américain réalisé par Kevin Rodney Sullivan, sorti en 2004.
C'est la suite de Barbershop sorti en 2002.

## Synopsis
Calvin Palmer, Jr. est désormais un patron serein et fier de son salon de coiffure pour hommes, le Babershop, fondé par son père et son grand-père. Mais un certain Quentin Leroux va semer le trouble en ouvrant un salon, le Nappy Cutz, juste de l'autre côté de la rue...

## Fiche technique
- Direction artistique : Craig Jackson
- Décors : Robb Wilson King
- Costumes : Jennifer L. Bryan
- Photo : Tom Priestley Jr.
- Montage : Patrick Flannery et Paul Seydor
- Musique : Richard Gibbs
- Producteur : Alex Gartner, Robert Teitel, George Tillman Jr. (Exécutifs), Matt Alvarez, Mark Brown, Thomas J. Busch, Ice Cube (Associés), Poppy Hanks, Jay Roberts
- Distribution :  MGM (États-Unis) UFD (France)
- Budget : 37 millions $
- Langue originale : anglais
- Format : Couleur - N&B - 1.85:1 - 35 mm - DTS - Dolby Digital - SDDS

## Distribution
- Ice Cube (VF : Lucien Jean-Baptiste ; VQ : François L'Écuyer) : Calvin Palmer, Jr.
- Cedric the Entertainer (VF : Saïd Amadis ; VQ : Maka Kotto) : Eddie
- Sean Patrick Thomas (VF : Cédric Boyer ; VQ : Martin Watier) : Jimmy
- Eve (VF : Magali Berdy ; VQ : Julie Burroughs) : Terri
- Troy Garity (VF : Joël Zaffarano ; VQ : Pierre Auger) : Isaac
- Michael Ealy (VF : Christophe Peyroux ; VQ : Martin Desgagné) : Ricky
- Leonard Earl Howze (VF : Emmanuel Gomès Dekset) : Dinka
- Harry Lennix (VF : Bruno Dubernat) : Quentin Leroux
- Robert Wisdom (VF : Peter King ; VQ : Denis Mercier) : Alderman Brown
- Jazsmin Lewis (en) (VF : Annie Milon ; VQ : Camille Cyr-Desmarais) : Jennifer Palmer
- Carl Wright (en) (VF : Théo Légitimus ; VQ : Victor Désy) : Checkers Fred
- DeRay Davis (VF : Christophe Lemoine) : Hustle Guy
- Kenan Thompson (VF : Frantz Confiac ; VQ : Claude Gagnon) : Kenard
- Queen Latifah (VF : Maïk Darah ; VQ : Carole Chatel) : Gina
- Garcelle Beauvais : Loretta
- Sam Sanders : M. Johnson
- Jackie Taylor : Miss Emma
- Julanne Chidi Hill : Shawna
- Linara Washington : Keisha
- Marcia Wright : Joyce
- Javon Johnson : Calvin Palmer, Sr.
- Parvesh Cheena (en) (VF : Bruno Choël) : Samir
- Tom Wright (en) : l'inspecteur Williams
- David Newman (VQ : Patrice Dubois) : Muhammad
- Norm Van Lier : Sam, un client
- Keke Palmer : la nièce de Gina

 Source et légende : version française (VF) sur RS Doublage et selon le carton du doublage français sur le DVD zone 2.
 Source et légende : version québécoise (VQ) sur Doublage.qc.ca

## Bande originale
Albums de divers artistes
Barbershop
(2002) Barbershop 3
(2016)
La bande originale du film s'est notamment classée 18e au Billboard 200, 8e au Top R&B/Hip-Hop Albums et 1er au Top Soundtracks. Il contient également les singles "Not Today", "I Can't Wait" et "Never".
Liste des titres
1. "Not Today"- 3:45 (Mary J. Blige & Eve)
2. "I Can't Wait"- 4:34 (Sleepy Brown & OutKast)
3. "Fallen"- 3:17 (Mýa & Chingy)
4. "Pussy"- 3:47 (Clipse)
5. "Never"- 4:04 (Keyshia Cole & Eve)
6. "Unconditionally"- 3:40 (G-Unit)
7. "All"- 3:25 (Olivia)
8. "Things Come and Go"- 3:58 (Mýa & Sean Paul)
9. "Wanna B Where U R (Thisizzaluvsong)"- 4:01 (Floetry & Mos Def)
10. "Barbershop" 4:21 (D-12)
11. "One of Ours"- 3:16 (Mobb Deep)
12. "Private Party"- 3:02 (Olivia)
13. "On the Weekend"- 3:47 (Morgan Smith & 3LW)
14. "Make It Home"- 5:03 (Spitfiya from bulletsproduuctionteam.com & Anthony Hamilton)
15. "Your Precious Love"- 3:11 (Avant (en) & Keke Wyatt)

## SérieBarbershop
- 2002 : Barbershop de Tim Story
- 2004 : Barbershop 2 (Barbershop 2: Back in Business) de Kevin Rodney Sullivan
- 2016 : Barbershop 3 de Malcolm D. Lee